# Белоградчишко
 Тази статия е за историко-географската област.  За общината вижте Белоградчик (община).  
Белоградчишко е историко-географска област в Северна България, около град Белоградчик.
Територията ѝ съвпада приблизително с някогашната Белоградчишка околия, а днес включва общините Белоградчик и Чупрене, югозападните части на общините Димово и Ружинци и отделни села от общините Макреш (Подгоре и Толовица), Брусарци (Одоровци) и Монтана (Белотинци). Разположена е в Западна Стара планина, Предбалкана и съседни части на Дунавската равнина в горната част на басейна на Лом и частично на Арчар. Граничи с Кулско и Видинско на север, Ломско на североизток, Монтанско на югоизток, Пиротско на юг и Княжевацко на запад.